# Guillaume Alzingre
Guillaume Alzingre est un céiste français né le 21 décembre 1983 à Senlis (Oise) et pratiquant la descente. Spécialisé dans le canoë monoplace (C1). Il est diplômé de Rennes School of Business.
II a également couru en canoë biplace (C2) avec Yann Claudepierre en 2012 et 2013.
Il est licencié au club de Cesson-Sévigné depuis 2009 où il est aussi membre du Pôle France.
Il met fin à sa carrière de haut-niveau en avril 2016.

## Palmarès

### Championnats du monde
Senior.
| Anné | C1 sprint individuel | C1 sprint individuel     | C1 sprint individuel      | C1 sprint par équipe | C1 sprint par équipe     | C1 sprint par équipe      | C2 sprint individuel | C2 sprint individuel     | C2 sprint individuel      | C2 sprint par équipe | C2 sprint par équipe     | C2 sprint par équipe      | C1 classic individuel | C1 classic individuel    | C1 classic individuel     | C1 classic par équipe | C1 classic par équipe    | C1 classic par équipe     | C2 classic individuel | C2 classic individuel    | C2 classic individuel     | C2 classic par équipe | C2 classic par équipe    | C2 classic par équipe     |
| Anné | Médaille d'or, monde | Médaille d'argent, monde | Médaille de bronze, monde | Médaille d'or, monde | Médaille d'argent, monde | Médaille de bronze, monde | Médaille d'or, monde | Médaille d'argent, monde | Médaille de bronze, monde | Médaille d'or, monde | Médaille d'argent, monde | Médaille de bronze, monde | Médaille d'or, monde  | Médaille d'argent, monde | Médaille de bronze, monde | Médaille d'or, monde  | Médaille d'argent, monde | Médaille de bronze, monde | Médaille d'or, monde  | Médaille d'argent, monde | Médaille de bronze, monde | Médaille d'or, monde  | Médaille d'argent, monde | Médaille de bronze, monde |
| 2004 | 0                    | 0                        | 0                         |                      |                          |                           | 0                    | 0                        | 0                         |                      |                          |                           | 0                     | 0                        | 0                         | 0                     | 1                        | 0                         | 0                     | 0                        | 0                         | 0                     | 0                        | 0                         |
| 2006 | 1                    | 0                        | 0                         |                      |                          |                           | 0                    | 0                        | 0                         |                      |                          |                           | 0                     | 0                        | 0                         | 0                     | 0                        | 0                         | 0                     | 0                        | 0                         | 0                     | 0                        | 0                         |
| 2008 | 0                    | 0                        | 0                         | 0                    | 0                        | 0                         | 0                    | 0                        | 0                         | 0                    | 0                        | 0                         | 0                     | 0                        | 1                         | 0                     | 0                        | 0                         | 0                     | 0                        | 0                         | 0                     | 0                        | 0                         |
| 2010 | 0                    | 0                        | 1                         | 1                    | 0                        | 0                         | 0                    | 0                        | 0                         | 0                    | 0                        | 0                         | 0                     | 0                        | 0                         | 0                     | 0                        | 1                         | 0                     | 0                        | 0                         | 0                     | 0                        | 0                         |
| 2011 | 1                    | 0                        | 0                         | 0                    | 1                        | 0                         | 0                    | 0                        | 0                         | 0                    | 1                        | 0                         |                       |                          |                           |                       |                          |                           |                       |                          |                           |                       |                          |                           |
| 2012 | 1                    | 0                        | 0                         | 1                    | 0                        | 0                         | 1                    | 0                        | 0                         | 1                    | 0                        | 0                         | 0                     | 0                        | 0                         | 0                     | 0                        | 0                         | 1                     | 0                        | 0                         | 0                     | 0                        | 0                         |
| 2013 | 0                    | 1                        | 0                         | 0                    | 0                        | 0                         | 1                    | 0                        | 0                         | 1                    | 0                        | 0                         |                       |                          |                           |                       |                          |                           |                       |                          |                           |                       |                          |                           |
| 2014 | 0                    | 0                        | 0                         | 0                    | 0                        | 0                         | 0                    | 0                        | 0                         | 0                    | 0                        | 0                         | 0                     | 0                        | 0                         | 0                     | 0                        | 0                         | 1                     | 0                        | 0                         | 0                     | 0                        | 0                         |
| 2015 | 1                    | 0                        | 0                         | 0                    | 0                        | 0                         | 1                    | 0                        | 0                         | 0                    | 0                        | 0                         |                       |                          |                           |                       |                          |                           |                       |                          |                           |                       |                          |                           |
| Tot. | 4                    | 1                        | 1                         | 2                    | 1                        | 0                         | 3                    | 0                        | 0                         | 2                    | 1                        | 0                         | 0                     | 0                        | 1                         | 0                     | 1                        | 1                         | 2                     | 0                        | 0                         | 0                     | 0                        | 0                         |

- 2015 à Vienne,  Autriche
  -  Médaille d'or en sprint C1
  -  Médaille d'or en sprint C1 par équipe
- 2014 à Valtellina,  Italie
  - 6e place en classique C1
  -  Médaille d'or en classique C1 par équipe
  - 12e place en sprint C1
- 2013 à Solkan,  Slovénie
  -  Médaille d'argent en sprint C1
  - 5e place en sprint C2
  -  Médaille d'or en sprint C1 par équipe
  -  Médaille d'or en sprint C2 par équipe
- 2012 à Mâcot-la-Plagne,  France
  - 4e place en classique C1
  -  Médaille d'or en classique C2
  -  Médaille d'or en sprint C1
  -  Médaille d'or en sprint C2
  -  Médaille d'or en sprint C1 par équipe
  -  Médaille d'or en sprint C2 par équipe
- 2011 à Augsbourg,  Allemagne
  -  Médaille d'or en sprint C1
  -  Médaille d'argent en sprint C1 par équipe
  -  Médaille d'argent en sprint C2 par équipe
- 2010 à Sort,  Espagne
  - 8e place en classique C1
  -  Médaille de bronze en sprint C1
  -  Médaille de bronze en classique C1 par équipe
  -  Médaille d'or en sprint C1 par équipe
- 2008 à Ivrée,  Italie
  -  Médaille de bronze en classique C1
  - 8e place en sprint C1
  -  Médaille de bronze en classique C1 par équipe
  -  Médaille d'or en sprint C1 par équipe
- 2006 à Karlovy Vary,  République tchèque
  - 7e place en classique C1
  -  Médaille d'or en sprint C1
  - 4e place en classique C1 par équipe
- 2004 à Garmisch-Partenkirchen,  Allemagne
  - 12e place en classique C1
  - 7e place en sprint C1
  -  Médaille d'argent en classique C1 par équipe

### Championnats d'Europe
- 2013 à Bovec,  Slovénie
  -  Médaille d'or en classique C2
  -  Médaille d'argent en classique C1 par équipe
  -  Médaille d'or en classique C2 par équipe
  -  Médaille d'or en sprint C1
  -  Médaille d'or en sprint C2
  -  Médaille d'or en sprint C1 par équipe
  -  Médaille d'or en sprint C2 par équipe
- 2011 à Krajelvo,  Serbie
  -  Médaille de bronze en classique C1
  -  Médaille d'argent en classique C1 par équipe
  -  Médaille d'argent en sprint C1 par équipe
- 2007 à Bihac,  Bosnie-Herzégovine
  -  Médaille d'argent en sprint C1
  -  Médaille de bronze en sprint C1 par équipe
- 2005 à Chalaux,  France
  -  Médaille d'or en C1 par équipe

### Championnats de France
- Sprint :
  -  Médaille d'or en C1 en 2008, 2011, 2012 et 2014
  -  Médaille d'or en C2 en 2012
  -  Médaille d'argent en C1 en 2007 et 2010
- Classique :
  -  Médaille d'or en C1 en 2001 (junior), 2006 et 2008
  -  Médaille d'argent en C1 en 2004, 2007, 2010 et 2011

## Référence
1. ↑  « World and European Championships Results from 1959 to 2019 », sur canoeresults.eu (consulté le 26 mars 2016)
2. ↑  « Alzingre. Une légende de la descente tire sa révérence », sur letelegramme.fr, 11 avril 2016 (consulté le 16 juin 2016)